# デジモンセイバーズ アナザーミッション
『デジモンセイバーズ アナザーミッション』（DIGIMON SAVERS ANOTHER MISSION）は、2006年11月30日に発売されたPlayStation 2専用ソフト。

## 概要
『究極対戦!!デジモンバトルターミナル』のモデリングを流用した作品。「ギャラクティカエボリューション・システム」や「エモーショナルコマンドシステム」という独自のシステムが存在し、前者のシステムによってアグモンたちは本来とは違う進化が可能となっている。これはデジモンに異変が起こっているために起こった変化であると説明されている。ただし、本来の系統と違うデジモンに進化するとボイスは消えてしまう。
旧シリーズのデジモンも多数登場する。別個体ながら旧作品を彷彿させる解説がゲーム中に記されている。シナリオは漫画『デジモンネクスト』の原作者でもある浜崎達也。
アニメにロイヤルナイツが総登場したのに対し、こちらには七大魔王が総登場する。
ゲーム独自のシナリオであるため、本編のシナリオをある程度意識してはいるものの、内容はほぼオリジナルである。よって、後の本編とは噛み合わない展開も存在している。
ロード時間が長い、独自の戦闘システムの使用が難解で攻略法が未開拓などの理由から、ゲームとしての評価は低い。

## ストーリー
デジモンが凶暴化する事件が多発し、DATSのメンバーはその対処に追われていた。その中で、大とアグモンは突如現れたデーモンに完膚なきまでにやられてしまい、デーモンへのリベンジを誓う。丁度同時期に連続児童失踪事件が発生し、DATSはこの事件との関連性があると見て調査を進めて行く。

## 登場人物
『デジモンセイバーズ』本編のキャラクターは、デジモンセイバーズの登場キャラクターを参照。

### オリジナルキャラクター
神楽 由麻（かぐら ゆま）
声 - 沢城みゆき
連続児童失踪事件の被害者の一人。レナモンと過ごしていることから、クラスメイトに「化け物女」と苛められていた。物静かだが芯が強く、他の四人の子供が七つの大罪の夢に振り回される中、唯一正気を保っている。デジヴァイスは持っていないが、レナモンを進化させることができる（本編においても知香がデジヴァイスなしでデジモンを進化させている）。
レナモン
声 - 千葉進歩
由麻に付き添うデジモン。中性的な口調の落ち着いた性格。かつて、由麻からもらった栄養ドリンクを大事にしており、常に由麻のために動く。
神楽 司（かぐら つかさ）
声 - うえだゆうじ
由麻の兄。DATSの新任技術者でトーマの大学の先輩でもある。「ダークエリア」についての研究をしている。終盤には本性を表し、最強の魔王型デジモン・ルーチェモンを復活させようとする。
桂 小三郎（かつら こさぶろう）
声 - 吉野裕行
私立探偵の男性で、事あるごとにDATSの邪魔をしており、淑乃からは特に煙たがられている。何者かに依頼を受けており、本作品では魔王型デジモンのコードキーを狙う。なぜか緑のデジヴァイスを持っているが、入手経路は不明。
ピヨモン
声 - 吉田小南美
小三郎のパートナーで、助手も兼ねている。非常にやかましい。無印のピヨモンと同じ系統のデジモンへ主に進化する。知香のピヨモンとは別個体で、それについて作中で言及もされている。
新田 正貴（にった まさき）
声 - 千葉一伸
元DATSの隊員で淑乃の先輩。かつて、パートナーデジモンで人を傷つけたことを後悔し、失踪する。正義感と責任感が強い。デジヴァイスは紫色。
新田 真奈美（にった まなみ）
声 - 沖佳苗
正貴の娘。帰らない父親を公園で待っている。
デーモン
声 - 千葉一伸
七大魔王の一人で「憤怒」の魔王。最初に大たちの前に現れる。『デジモンアドベンチャー02』のデーモンとは別個体。
ベルフェモン
声 - 上別府仁資
七大魔王の一人で「怠惰」の魔王。アニメのベルフェモンとは別個体。
バルバモン
声 - 渡辺英雄
七大魔王の一人で「強欲」の魔王。
リリスモン
声 - 甲斐田ゆき
七大魔王の一人で「愛欲」の魔王。可愛い男の子が好きで、大やトーマ、イクトに興味を示していた。
ベルゼブモン
声 - 渡辺英雄
七大魔王の一人で「暴食」の魔王。『デジモンテイマーズ』のベルゼブモンとは別個体。
リヴァイアモン
声 - 上別府仁資
七大魔王の一人で「嫉妬」の魔王。
ルーチェモンフォールダウンモード
声 - 関俊彦
七大魔王の一人で「傲慢」の魔王。七大魔王の中でも強力な「超魔王」の名をもつ。『デジモンフロンティア』のルーチェモンとは別個体。